# Пайпстоун (окръг, Минесота)
Окръг Пайпстоун (на английски: Pipestone County) е окръг в щата Минесота, Съединени американски щати. Площта му е 1207 km², а населението - 9895 души (2000). Административен център е град Пайпстоун.